# Copa de Serbia y Montenegro
La Copa de Serbia y Montenegro (Kup Jugoslavije hasta 2002), fue la copa nacional de fútbol de la República Federal de Yugoslavia y luego del cambio de nombre el 4 de febrero de 2003 de la República de Serbia y Montenegro.
Fue organizada por la Asociación de Fútbol de Yugoslavia y tomó el lugar de la Copa del Mariscal Tito o Copa de Yugoslavia, tras la Disolución de la antigua Yugoslavia en 1991.

## Sucesores de la copa
Luego de que Montenegro obtuvo la independencia de Serbia en 2006, ambas asociaciones de fútbol decidieron trabajar en organizar un nuevo torneo. La Asociación de Fútbol de Serbia hizo un trato con el patrocinador Carlsberg y rápidamente formaron la Copa de Serbia. 
La Federación de Fútbol de Montenegro tuvo mayores dificultades a la hora de organizar su propio torneo ya que casi todos los organizadores de la Copa de Serbia y Montenegro estaban en Serbia y heredaron directamente los derechos de la vieja asociación como también las del torneo. Pero, luego de una incesante y larga lucha, la Copa de Montenegro fue finalmente formada.
 - Copa de Serbia (desde 2007) 

 - Copa de Montenegro (desde 2007)

## Palmarés
| Temporada                                  | Campeón                                    | Resultado                                  | Finalista                                  | Sede de la final                                            |
| Copa de la República Federal de Yugoslavia | Copa de la República Federal de Yugoslavia | Copa de la República Federal de Yugoslavia | Copa de la República Federal de Yugoslavia | Copa de la República Federal de Yugoslavia                  |
| ------------------------------------------ | ------------------------------------------ | ------------------------------------------ | ------------------------------------------ | ----------------------------------------------------------- |
| 1992–93                                    | Estrella Roja Belgrado                     | 0 - 1 1 - 0 (5-4 pen)                      | Partizan Belgrado                          | Estadio Partizan, Belgrado Estadio Estrella Roja, Belgrado  |
| 1993–94                                    | Partizan Belgrado                          | 3 - 2 6 - 1                                | Spartak Subotica                           | Gradski stadion, Subotica Estadio Partizan, Belgrado        |
| 1994–95                                    | Estrella Roja Belgrado                     | 4 - 0 0 - 0                                | FK Obilić Belgrado                         | Estadio Estrella Roja, Belgrado Estadio Obilić, Belgrado    |
| 1995–96                                    | Estrella Roja Belgrado                     | 3 - 0 3 - 1                                | Partizan Belgrado                          | Estadio Estrella Roja, Belgrado Estadio Partizan, Belgrado  |
| 1996–97                                    | Estrella Roja Belgrado                     | 0 - 0 1 - 0                                | Vojvodina Novi Sad                         | Estadio Karađorđe, Novi Sad Estadio Estrella Roja, Belgrado |
| 1997–98                                    | Partizan Belgrado                          | 0 - 0 2 - 0                                | FK Obilić Belgrado                         | Estadio Obilić, Belgrado Estadio Partizan, Belgrado         |
| 1998–99                                    | Estrella Roja Belgrado                     | 4 - 2                                      | Partizan Belgrado                          | Estadio Estrella Roja, Belgrado                             |
| 1999–00                                    | Estrella Roja Belgrado                     | 4 - 0                                      | Napredak Kruševac                          | Estadio Estrella Roja, Belgrado                             |
| 2000–01                                    | Partizan Belgrado                          | 1 - 0                                      | Estrella Roja Belgrado                     | Estadio Estrella Roja, Belgrado                             |
| 2001–02                                    | Estrella Roja Belgrado                     | 1 - 0                                      | FK Sartid Smederevo                        | Estadio Partizan, Belgrado                                  |
| Copa de Serbia y Montenegro                |                                            |                                            |                                            |                                                             |
| 2002–03                                    | FK Sartid Smederevo                        | 1 - 0                                      | Estrella Roja Belgrado                     | Estadio Partizan, Belgrado                                  |
| 2003–04                                    | Estrella Roja Belgrado                     | 1 - 0                                      | Budućnost Banatski Dvor                    | Estadio Partizan, Belgrado                                  |
| 2004–05                                    | Železnik Belgrado                          | 1 - 0                                      | Estrella Roja Belgrado                     | Estadio Partizan, Belgrado                                  |
| 2005–06                                    | Estrella Roja Belgrado                     | 4 - 2                                      | OFK Belgrado                               | Estadio Partizan, Belgrado                                  |

## Títulos por Club
| Club                    | Campeón | 2° | Años Campeón                                         |
| ----------------------- | ------- | -- | ---------------------------------------------------- |
| Estrella Roja Belgrado  | 9       | 3  | 1993, 1995, 1996, 1997, 1999, 2000, 2002, 2004, 2006 |
| Partizan Belgrado       | 3       | 3  | 1994, 1998, 2001                                     |
| FK Sartid Smederevo     | 1       | 1  | 2003                                                 |
| Železnik Belgrado       | 1       | -  | 2005                                                 |
| FK Obilić Belgrado      | -       | 2  | -----                                                |
| Spartak Subotica        | -       | 1  | -----                                                |
| Vojvodina Novi Sad      | -       | 1  | -----                                                |
| Napredak Kruševac       | -       | 1  | -----                                                |
| Budućnost Banatski Dvor | -       | 1  | -----                                                |
| OFK Belgrado            | -       | 1  | -----                                                |

Nota: En 2005, El FK Železnik ganó la copa, pero, luego de sufrir problemas económicos, el club se unió con el FK Voždovac y el trofeo permanece con el club recientemente formado. FK Sartid ganó la copa en 2003 y luego cambió su nombre a FK Smederevo.